# 朔门古港遗址
朔门古港遗址，位于中华人民共和国温州市鹿城区瓯江南岸、温州城墙北侧朔门外望江东路东部，遗址年代从北宋延续至民国、跨度超过1000年，主要集中在宋代。朔门古港遗址于2021年10月开启考古发掘，2023年入选2022年度中华人民共和国全国十大考古新发现、浙江省第八批省级文物保护单位。

## 发掘与出土
朔门古港的发现起于2021年3月开启的望江路下穿隧道工程，由于施工区域曾在2004年发掘出温州古城墙的朔门遗址，并且温州古代地图中也标记此处为港口，因此施工过程被文物部门重点关注。2021年10月，望江路隧道的施工人员在道路地面开挖过程中发现了古石条，工程很快被考古人员接手，随后在毗邻地区发掘出更多遗迹，证实这里是古代港口遗址，望江路隧道工程正式停工。遗址在2022年9月完成第一阶段挖掘，进入补充性挖掘阶段。
水门头发掘区是遗址最东侧、海坛山西北麓、温州古城墙奉恩水门外望江东路沿线的狭长地带，出土的主要遗迹包括水门河道至瓯江间的各类驳岸、水闸、桥梁、堤岸、码头、房屋、水井遗址，年代为宋至明代。根据发掘的结果，水门的通江河道在历史上逐渐变窄：北宋至明代河道水闸的宽度约5.7米；清代在水道西侧修建了码道，水道宽度仅仅3.85米，石桥规模也更小；民国时期修建的水闸仅宽3.05米。水门遗址附近还发现了宋代以前修建的夯土长堤：长堤临河一面修建木桩夹板护岸，临江一面块石砌筑、顶层铺设砖路；已揭露部分长逾32米，宽约6米；堤坝前段有依托海坛山基岩而建的早期码头，码头由块石垒砌而成，呈平缓斜坡状，宽3.5米，长13米，由于码头主体掩埋在在南宋地层以下，因此至少在南宋时期就已经废弃，上方的元代地层还有疑似浴所的建筑遗址。
在水门头以西、紧邻瓯江的狭长地带发掘出大量沿江港口遗址，这些港口遗址的年代主要集中在两宋时期。由于这一地带地形从海坛山山麓迅速向低洼滩涂过渡，发掘出的港口一般为长方或长条形突堤式码头，呈现多级月台状，跨越滩涂伸入江中。长堤采用石边土心结构建筑，在淤泥浅滩段的码头前端的边墙底部往往用木桩打底和横木铺垫，外加木桩围护，路面铺河卵石或碎石。这一区域一共发现了8座码头，9号码头系2023年发掘，其中1—5号码头前端较窄，6—7号较宽；最宽的6号码头前端宽10.3米，3号码头历史上有过增长，长度达13.82米，前端宽4.3米。这一区域还发掘出2艘宋代沉船，瓮城出城道路北又发现了栈道遗址和多组干栏式建筑遗迹。
遗址最西端南侧为瓮城区块，系温州古城门朔门的瓮城遗址，约占瓮城1/3，由不同年代的瓮城基址及道路堆叠而成。年代较早的瓮城大致在南宋至元代修建，平面状如圆弧形，石壁土心，基址厚4米；晚期遗址年代约在明清时期，平面改为方形，内外壁以条石垒砌，墙体增厚，基址厚5.3米。瓮城城门在东侧，发现有3个年代的道路遗迹，分别为宋代青砖直路、南宋至元代弧形砖路、明清及近代条石路面。瓮城外围地面还发现了多条石砌排水沟。整个遗址发掘出超过10吨的瓷器残片，90%以上为龙泉青瓷，大多数没有使用痕迹，因此很可能是是港口贸易中废弃的损耗品，除了青瓷以外还有漆木器、琉璃器、石器、铜币、贝壳、植物标本等遗迹。

## 意义与保护
温州朔门古港遗址是海上丝绸之路港口遗址重要的考古发现，证实了温州作为承接瓯江上游龙泉窑瓷器海运外销的起运港口地位，温州也借此机会加入了海上丝绸之路申遗城市。古港口与龙泉至温州瓯江古航道，温州古城内郭公山宋代造船厂及海坛山各海神庙，江心屿古灯塔等等构成一个整体，文物之间可以相互印证。考古学者刘庆柱称其为“目前国内发现的结构最完整、年代最清晰的港口遗址，对于研究“海上丝绸之路”具有关键的指向意义”，并为海上丝绸之路在宋元时期走向鼎盛提供了实物证据。2023年3月，遗址被列入2022年度全国十大考古新发现。2023年6月温州朔门古港遗址入选第八批浙江省文物保护单位，成为浙江省申报《中国世界文化遗产预备名录》的候选单位之一。遗址所在的温州市鹿城区政府正在计划依托遗址建设温州朔门古港遗址公园。